# Oytier-Saint-Oblas
Oytier-Saint-Oblas – miejscowość i gmina we Francji, w regionie Owernia-Rodan-Alpy, w departamencie Isère.
Według danych na rok 1990 gminę zamieszkiwały 1022 osoby, a gęstość zaludnienia wynosiła 71 osób/km² (wśród 2880 gmin regionu Rodan-Alpy Oytier-Saint-Oblas plasuje się na 765. miejscu pod względem liczby ludności, natomiast pod względem powierzchni na miejscu 813.).